# Terry Mills (Politiker)

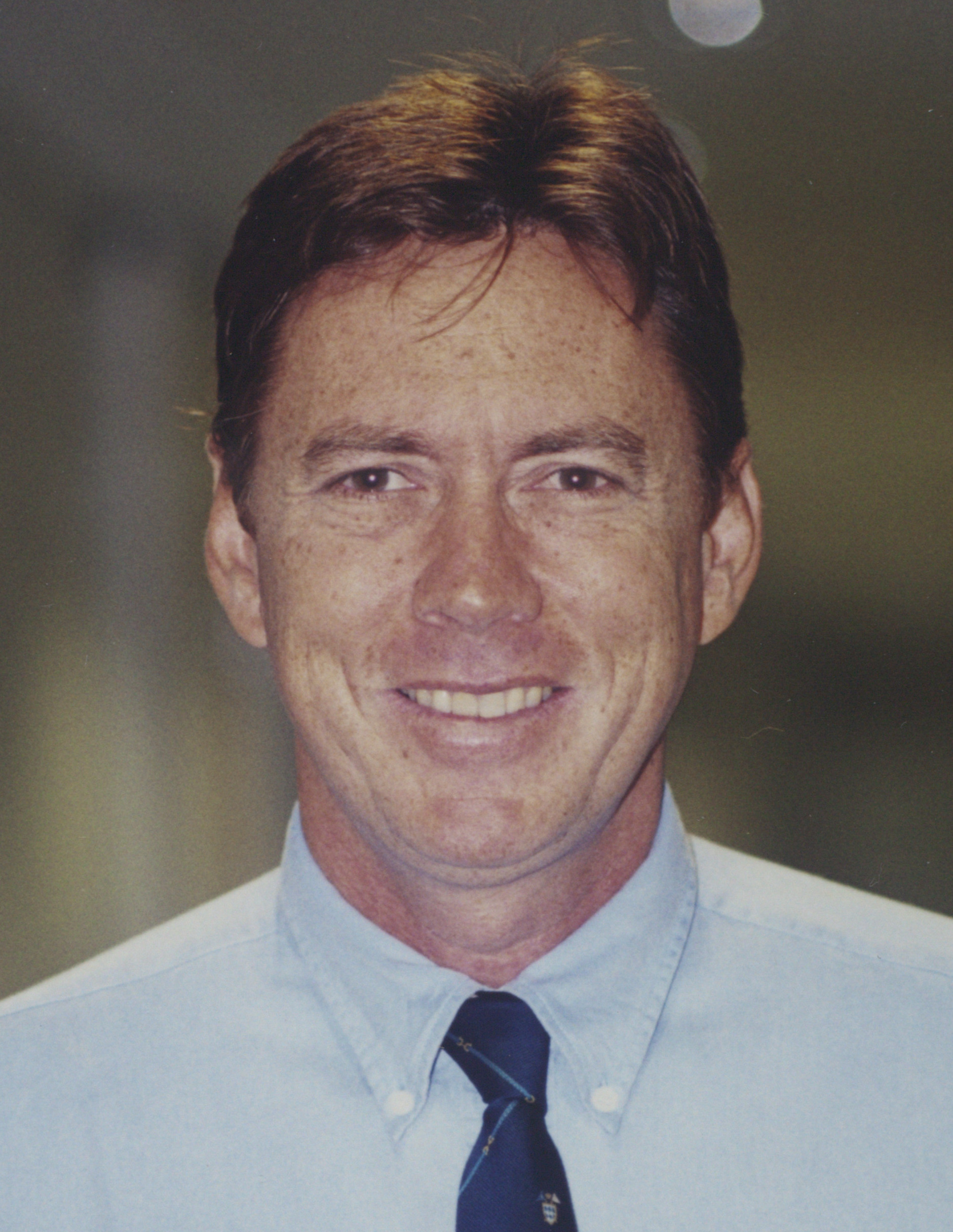
Terry Mills (2005)

Hon. Terence „Terry“ Kennedy Mills (* 22. Dezember 1957 in Geraldton, Western Australia) ist ein australischer Politiker der Country Liberal Party (CLP) sowie später der Territory Alliance, der unter anderem von 2003 bis 2006 und erneut von 2008 bis 2013 Vorsitzender der CLP sowie zwischen 2012 und 2013 Chief Minister des Northern Territory war.

## Leben

### Mitglied der Legislativversammlung, CLP-Vorsitzender und Oppositionsführer
Terence „Terry“ Kennedy Mills, Sohn von Bernard und Patricia Mills, begann nach dem Besuch des St. Patrick’s College in Geraldton, das heutige Nagle Catholic College, ein Lehramtsstudium am Australian College of Advanced Education in Perth, welches er mit einem Diplom in Pädagogik beendete. 1983 begann er an einer Privatschule in Perth zu unterrichten und zog 1989 er ins Northern Territory, wo er Direktor einer christlichen Schule wurde.
Nach dem Mandatsverzicht von Barry Coulter wurde Mills bei der dadurch notwendigen Nachwahl im Wahlkreis „Blain“ am 31. Juli 1999 für die Country Liberal Party (CLP) erstmals zum Mitglied der Northern Territory Legislative Assembly und gehörte dieser bis zu seinem eigenen Mandatsverzicht am 20. Februar 2014 an, woraufhin bei der deswegen notwendige Nachwahl am 12. April 2014 der CLP-Kandidat Nathan Barrett zum neuen Abgeordneten für den Wahlkreis „Blain“ gewählt wurde. Bei den Parlamentswahlen am 18. August 2001 errang die Labor Party 13 Sitze gegenüber 10 Sitzen für die regierende Country Liberal Party. Damit verlor die CLP erstmals seit Beginn der Selbstverwaltung am 1. Juli 1978 die Mehrheit in der Legislativversammlung und musste in die Opposition, woraufhin er von Oppositionsführer Denis Burke in das „Schattenkabinett“ seiner Partei berufen wurde und in diesem vom 28. August 2001 bis zum 19. November 2003 Verantwortlicher für Beschäftigung, Bildung und Ausbildung, Sport und Freizeit sowie Jugendangelegenheiten war. Als Nachfolger von Burke wurde er am 15. November 2003 selbst Vorsitzender der CLP sowie Oppositionsführer und übernahm in seinem „Schattenkabinett“ zugleich vom 19. November 2003 bis zum 12. Oktober 2004 die Verantwortung für die Bereiche Finanzen, Regionalentwicklung, Asiatische Beziehungen und Handel, Eisenbahn sowie Rennen, Glücksspiel und Lizenzen sowie ab dem 11. Mai 2004 auch noch für Sport und Freizeit. Im Anschluss fungierte er zwischen dem 12. Oktober 2004 und dem 7. Februar 2005 als Oppositionsführer und als Verantwortlicher in seinem „Schattenkabinett“ für Territorialentwicklung, Tourismus, Austral-Asia Railway, Angelegenheiten der Ureinwohner, Kunst und Museen sowie Jugend und Senioren. Am 4. Februar 2005 wurde er von Denis Burke wiederum als CLP-Vorsitzender und Oppositionsführer abgelöst und fungierte in dessen „Schattenkabinett“ vom 7. Februar bis zum 31. Mai 2005 als Verantwortlicher für Tourismus, Asiatische Beziehungen und Handel sowie Jugend.
Bei den Wahlen am 18. Juni 2005 erlitt die CLP unter Burkes Führung eine erneute empfindliche Niederlage: die regierende Labor Party von Chefministerin Clare Martin erhielt 52,8 Prozent der Stimmen sowie 19 von 25 Sitzen in der Legislative Assembly, die Country Liberal Party 34,7 Prozent sowie nur noch vier Sitze, während Unabhängige mit 8,3 Prozent zwei Abgeordnete stellte. Die Wahlbeteiligung betrug 66,2 Prozent. Daraufhin wurde Jodeen Carney am 18. Juni 2005 neue Vorsitzende der CLP und Oppositionsführerin wurde. In deren „Schattenkabinett“ war er zwischen dem 19. Juni 2005 und dem 29. Januar 2008 Verantwortlicher für Finanzen, für Rennen, Glücksspiel und Lizenzierung, für asiatische Beziehungen und Handel, für Jugend, vom 16. Juni 2005 bis zum 15. August 2007 für Sport und Freizeit, zwischen dem 19. Juni 2005 und dem 13. Februar 2007 für Kunst und Museen, vom 19. Juni 2005 bis zum 2. Juni 2006 für Parks und Wildtiere sowie ferner vom 19. Juni bis zum 14. Juli 2005 auch für Tourismus. Am 14. Juli 2005 wurde er des Weiteren Verantwortlicher für Beschäftigung, Bildung und Ausbildung und hatte diese Funktion bis zum 29. Januar 2008 inne. Daneben war er zusätzlich zwischen dem 14. Juli 2005 und dem 13. Februar 2007 Mitglied des „Schattenkabinetts“ für öffentliche Beschäftigung sowie bis zum 2. Juni 2006 außerdem für Wirtschaft und wirtschaftliche Entwicklung. Darüber hinaus übernahm er am 16. August 2005 die Zuständigkeit für Angelegenheiten der indigenen Bevölkerung und behielt diese ebenfalls bis zum 29. Januar 2008. Nach dem krankheitsbedingten Rücktritt von Fay Miller wurde er am 15. März 2006 stellvertretender CLP-Vorsitzender und damit gleichzeitig als Vertreter der Parteivorsitzenden Jodeen Carney stellvertretender Oppositionsführer und bekleidete die beiden Funktionen bis zum 29. Januar 2008. Zugleich war er zwischen dem 15. März 2006 und dem 29. Januar 2008 im „Schattenkabinett“ zuständig für Primärindustrie und Fischerei sowie vom 15. März bis zum 2. Juni 2006 auch für regionale Entwicklung. Des Weiteren war vom 26. September 2006 bis zum 29. Januar 2008 Verantwortlicher für Staatlichkeit. Als Reaktion auf Regierungsänderungen erhielt er am 15. August 2007 die zusätzliche Verantwortung für Alkoholpolitik, für multikulturelle Angelegenheiten, für Land und Planung sowie für Kommunikation.
Nach dem Rücktritt von Jodeen Carney löste er diese am 29. Januar 2008 als Vorsitzender der CLP ab und übernahm als solcher zugleich in Personalunion die Funktion als Oppositionsführer sowie damit als „Schatten-Chief Minister“.Er war zugleich bis zum Ende der zehnten Legislaturperiode am 21. Juli 2008 zuständig für Beschäftigung, Bildung und Ausbildung, für Alkoholpolitik, für Primärindustrie und Fischerei, für Angelegenheiten der Ureinwohner, für multikulturelle Angelegenheiten, für Staatlichkeit, für Land und Planung sowie für Kommunikation.
Bei den Parlamentswahlen am 9. August 2008 war Terry Mills Spitzenkandidat der CLP. Bei der Wahl erhielt die Labor Party 43,1 Prozent der Stimmen (13 von 25 Sitzen), die Country Liberal Party zwar 45,5 Prozent, aber aufgrund des Wahlsystems nur elf Mandate, die parteilosen Unabhängigen 7,3 Prozent (1 Mandat), während die Australian Greens mit 4,1 Prozent den Einzug in die Legislativversammlung verpassten. Die Wahlbeteiligung betrug 75,7 Prozent. Nach Wahl blieb er Oppositionsführer und „Schatten-Chief Minister“. Daneben war er vom 20. August 2008 bis zum 6. August 2012 Verantwortlicher der CLP für Polizei, Feuerwehr und Rettungsdienste und für asiatische Beziehungen sowie ferner zwischen dem 20. August und dem 18. Oktober 2010 für Bildung und Ausbildung, für Territorium-Bundesbeziehungen und für Klimawandel. Weiterhin war er vom 18. Juni bis zum 18. Oktober 2010 im CLP-„Schattenkabinett“ zuständig für die Bereiche Finanzen, Bildung und Ausbildung und Klimawandel und übernahm zwischen dem 27. August 2010 und dem 6. August 2011 die Verantwortung für Wirtschaft und Beschäftigung sowie vom 27. August bis zum 18. Oktober 2010 noch für Tourismus und für Verteidigungsunterstützung. Nachdem er zwischen dem 4. September und dem 18. Oktober 2010 zudem Verantwortlicher für die Bereiche Generalstaatsanwaltschaft und Justiz, für Kinder und Familien sowie für Kinderschutz war, fungierte er zwischen dem 18. Oktober 2010 und dem 6. August 2012 für öffentlichen und bezahlbaren Wohnungsbau sowie zuletzt noch vom 6. August 2011 bis zum 6. August 2012 für Großprojekte und wirtschaftliche Entwicklung, für Handel und als Verbindungsperson für Verteidigung.

### Chief Minister des Northern Territory, Austritt aus der CLP und Gründer der Territory Alliance

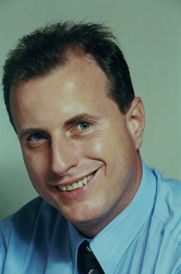
Als Nachfolger von Paul Henderson von der Labor Party wurde Mills 2012 der erste Chief Minister der CLP seit elf Jahren.

Bei den Parlamentswahlen am 25. August 2012 erhielt die Country Liberal Party mit Terry Mills als Spitzenkandidaten 50,6 Prozent der Stimmen (16 von 25 Sitzen) und die Labor Party des bisherigen Chefminister Paul Henderson 36,5 Prozent (8). Am 29. August 2012 wurde Terry Mills als neuer Chief Minister vereidigt und bildete daraufhin die erste Regierung der CLP seit elf Jahren. In seiner Regierung übernahm er neben des Amt des Chief Ministers zwischen dem 4. September 2012 und dem 7. März 2013 zusätzlich die Posten als Minister für Polizei, Feuerwehr und Rettungsdienste, als Minister für asiatisches Engagement und als Minister für multikulturelle Angelegenheiten sowie vom 4. September 2012 bis zum 6. März 2013 als Minister für Staatlichkeit, als Jugendminister und als Minister für Senioren. Des Weiteren war er zwischen dem 4. September und dem 13. Dezember 2012 Minister für öffentliche Beschäftigung, Minister für Land, Planung und Umwelt und Minister für Landressourcenmanagement sowie vom 2. Oktober 2012 bis zum 13. März 2013 Minister für Verteidigungsbeziehungen. Im Zuge einer weiteren Regierungsumbildung bekleidete er zwischen dem 14. Dezember 2012 und dem 13. März 2013 den Posten als Minister für wirtschaftliche Entwicklung und Großprojekte sowie vom 14. Dezember 2012 bis zum 6. März 2013 als Minister für Handel.

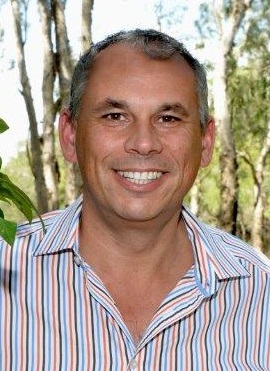
Adam Giles löste Mills 2013 als Vorsitzender der CLP und als Chief Minister ab.

Am 14. März 2013 wurde Adam Giles als Chief Minister des Northern Territory vereidigt, nachdem er Terry Mills bei einem Führungswechsel als Vorsitzender der Country Liberal Party abgelöst hatte. In der Regierung Giles übernahm Mills kein Amt und zog sich mit seinem eigenen Mandatsverzicht am 20. Februar 2014 vorübergehend aus der Politik zurück und wurde Handelsvertreter in Indonesien.
Bei den Parlamentswahlen am 27. August 2016 erhielt die Labor Party 42,2 Prozent der Erststimmen (18 von 25 Sitzen), die Country Liberal Party als großer Verlierer der Wahl zwar 31,8 Prozent, allerdings nur zwei Sitze, während die parteilose Unabhängige 18,8 Prozent und 5 Sitze bekamen. Die Wahlbeteiligung lag bei 74 %. Am 31. August 2016 wurde der Labor Politiker Michael Gunner als Chief Minister vereidigt. Bei dieser Wahl wurde Mills als Parteiloser im Wahlkreis „Blain“ als Nachfolger von Nathan Barrett wieder zum Mitglied der Legislativversammlung gewählt. Im November 2019 gründete er die Territory Alliance an und fungierte als deren Vorsitzenderzuletzt zwischen dem 24. März und dem 30. Juli 2020 Oppositionsführer und Sprecher der Opposition für Nordaustralien, für Bildung und Berufsausbildung, für Handel und Großprojekte, für Wirtschaft und Innovation, für Tourismus, Sport und Kultur, für Verteidigungsarbeit und Veteranenangelegenheiten, für Verträge, für Angelegenheiten der Ureinwohner, für multikulturelle Angelegenheiten. Bei der Wahl am 22. August 2020 verlor er sein Mandat im Wahlkreis „Blain“ an Mark Turner von der Labor Party verlor. Bei diesen Parlamentswahlen im Northern Territory erhielt die Australian Labor Party 39,4 Prozent der Stimmen (14 von 25 Sitzen), die Country Liberal Party 31,3 Prozent (8 Mandate), die Territory Alliance 12,9 Prozent (1 Mandat) und die Unabhängigen 10,7 Prozent (2 Sitze). Die Wahlbeteiligung betrug 74,9 Prozent.
Aus seiner 1983 geschlossenen Ehe mit Roslyn „Ros“ Matilda Serich gingen ein Sohn und eine Tochter hervor.

## Weblink
- Mills, Terry. In: rulers.org. Abgerufen am 12. Januar 2025 (englisch).